# Libnotes (Libnotes) amatrix
Libnotes (Libnotes) amatrix is een tweevleugelige uit de familie steltmuggen (Limoniidae). De soort komt voor in het Palearctisch gebied.